# Honey Grove
Honey Grove – miasto w Stanach Zjednoczonych, w stanie Teksas, w hrabstwie Fannin.
W Honey Grove urodzili się:
- Bill Erwin – amerykański aktor
- Fred Newhouse – amerykański lekkoatleta